# Tommaso Sala
Tommaso Sala (ur. 6 września 1995 w Mediolanie) – włoski narciarz alpejski, olimpijczyk z Pekinu 2022.

## Osiągnięcia
| Impreza                     | Rok  | Gospodarz | slalom | slalom gigant | supergigant | superkombinacja |
| --------------------------- | ---- | --------- | ------ | ------------- | ----------- | --------------- |
| Igrzyska olimpijskie        | 2022 | Pekin     | 11     | DNF           | —           | —               |
| Mistrzostwa świata juniorów | 2014 | Jasná     | 8      | 21            | 47          | 22              |
| Mistrzostwa świata juniorów | 2015 | Hafjell   | 35     | 8             | —           | —               |
| Mistrzostwa świata juniorów | 2016 | Soczi     | 4      | DNF           | —           | —               |